# Catedral de São Pedro de Rabat
A Catedral de São Pedro de Rabat situa-se na cidade de Rabat, a capital de Marrocos, na Praça do Golan, que no período colonial se chamava Praça do Cardeal Lavigerie.
Pertence à arquidiocese de Rabat, e a primeira pedra foi lançada em 1918. É da autoria do arquiteto M. Laforgue. Foi inaugurada em 1921 pelo residente-geral (autoridade colonial máxima do protetorado) Hubert Lyautey. Anos mais tarde, cerca de 1930, foram erguidas as duas torres-agulha que são avistadas desde longe quando se chega a Rabat. O edifício da catedral e a praça circular onde se encontra são duas marcas características da arquitetura dos anos 1930 em Rabat.
Ainda é usada para o culto, sendo celebrada missa todos os dias.